# Alfred Fronval
Pour les articles homonymes, voir Fronval.
Alfred Fronval, né le 11 août 1893 à Neuville-Saint-Rémy (Nord) et mort accidentellement le 28 juin 1928 à Villacoublay (Seine-et-Oise), est un aviateur français.

## Biographie

### Famille
Alfred Fronval naît le 11 août 1893 à Neuville-Saint-Rémy du mariage de Henri Joseph Fronval et d'Eugénie Laure Morel.
Alfred Fronval avait deux sœurs et trois frères. Deux de ses frères sont morts au champ d'honneur, le troisième et ses deux parents furent tués lors d'un bombardement pendant la Première Guerre mondiale peu de jours avant l'armistice,,.
Il est un ami de Roland Garros.
Le 1er juin 1920, il épouse à Roubaix, Raymonde Jeanne Willems. De ce mariage, naissent trois enfants : Yvette, Jean et Jacques . Jean  sera également aviateur et participera dans l'armée de l'air à la Seconde Guerre mondiale. Jacques sera photographe. Il naitra le 3 juillet 1928 soit 3 jours après le décès de son père. 

### Moniteur-pilote et inventeur
Il passe son brevet de pilote le 10 avril 1917,,, en étant l'un des élèves préférés de René Simon qui dirigeait l'école de chasse de Pau. Il alors affecté à l'école de chasse de Pau et y reste jusqu'en 1918 du fait de ses grandes qualités d'instructeur.
Comme moniteur, Alfred Fronval se déclare favorable à l'appareil difficile à piloter, parce que "qui peut plus, peut moins... lorsque le débutant aura bien en main un appareil assez fin, il lui sera fort aisé de piloter n'importe quel autre avion", comme il devait le déclarer à celui qui deviendra son successeur et un autre grand voltigeur de l'entre-deux-guerres, Michel Détroyat. Démobilisé, il entre chez Morane-Saulnier.
En 1919, il devient détenteur du record du monde de loopings en avion avec 629 boucles réalisées en 2 heures 42 minutes. Le 26 mai 1920, il décroche un nouveau record du monde avec 962 boucles,,.
En 1921, il devient chef-pilote chez Morane-Saulnier.
En septembre 1925, Alfred Fronval participe au Concours national de tourisme aérien, soit une course de 2 310 kilomètres, dont le sous-secrétariat d'État de l’Aéronautique et l’Aéro-Club de France sont à l'origine et qui poursuit comme objectif de prouver que l'avion est le meilleur moyen de transport pour faire du tourisme.

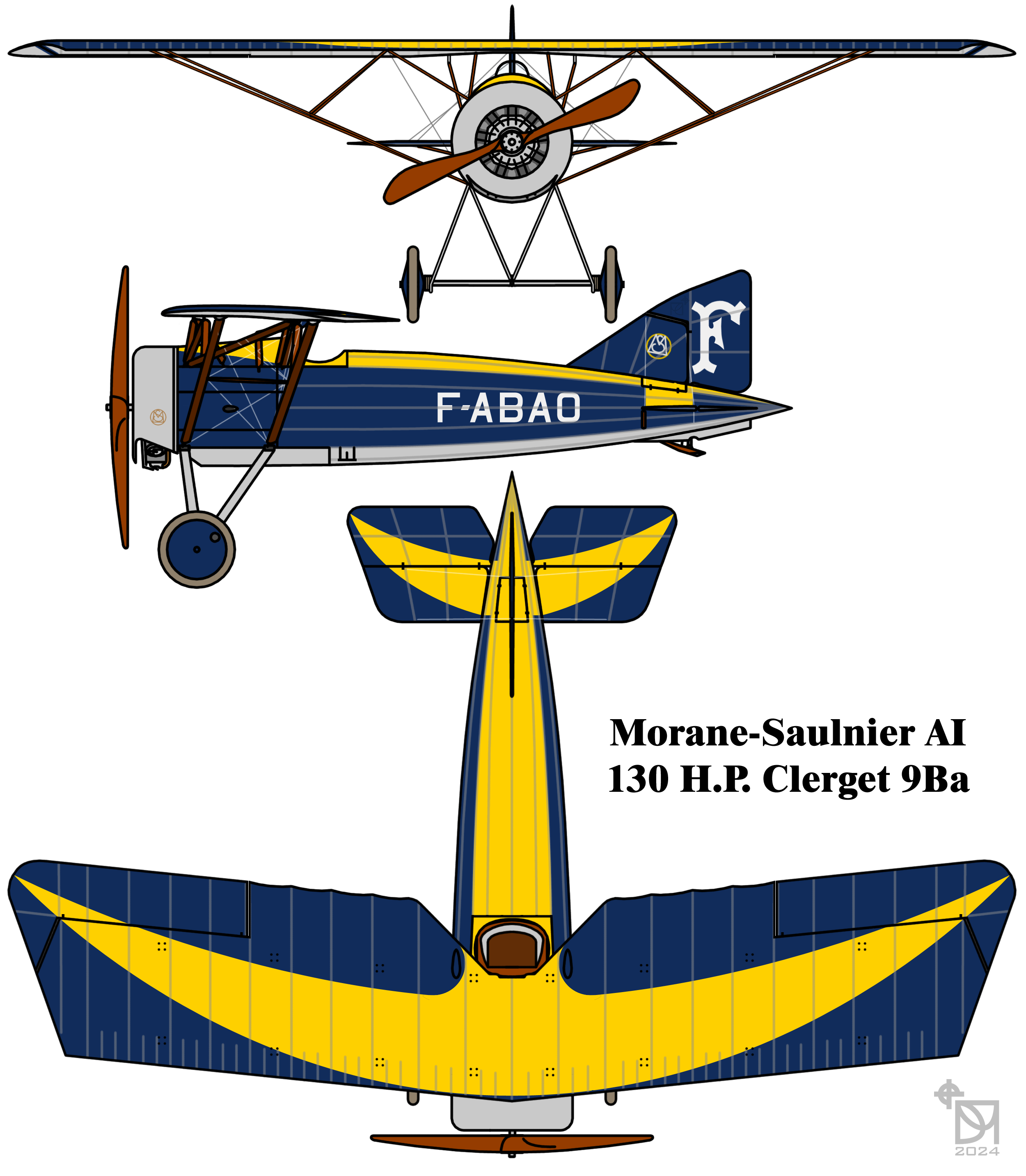
Morane-Saulnier MS.30E.1 pour record du monde de loopings en en réalisant 1111

Le 25 février 1928, il établit un nouveau record du monde de loopings en en réalisant 1 111.

### Mort
Le 28 juin 1928, n'ayant pu détacher sa ceinture de sécurité et malgré les efforts des sauveteurs qui accourent de toutes parts pour le sauver, lors d'un accident au sol sur les pistes de la base aérienne de Villacoublay, Alfred Fronval meurt carbonisé,.

## Distinctions
Le 1er février 1922, Alfred Fronval est nommé au grade de chevalier dans l'ordre national de la Légion d'honneur. Il est fait chevalier de l'ordre le 22 mars 1922. Il est titulaire de la croix de guerre 14-18 et de la croix de Léopold II.

## Hommage de Neuville-Saint-Rémy
Alfred Fronval est inhumé au cimetière de Villacoublay, cependant sa commune natale Neuville-Saint-Rémy, dans le département du Nord, lui a dédié :
- la rue Alfred Fronval ;
- le lotissement Alfred Fronval ;
- un monument du souvenir.

## Pour approfondir